# Hermann Dorner

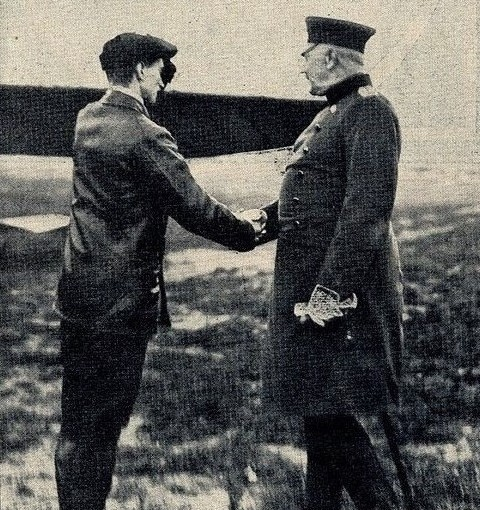
Hermann Dorner im Gespräch mit General Helmuth Johannes Ludwig von Moltke (1910)

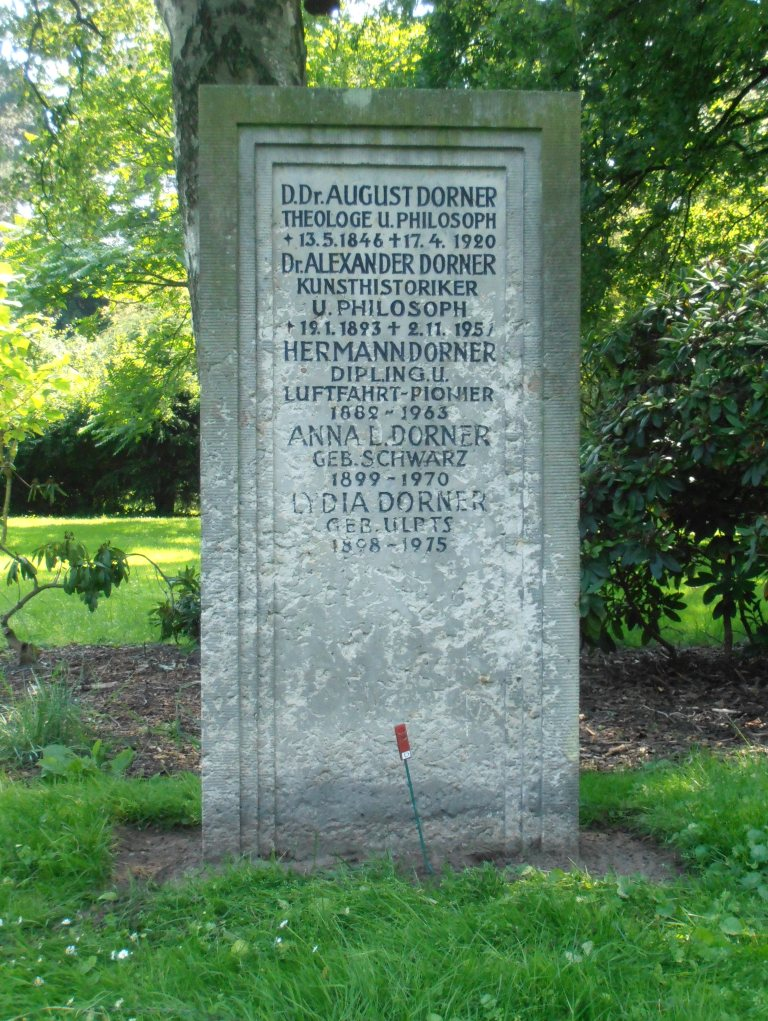
Grabstein auf dem Stadtfriedhof Stöcken in Hannover

Hermann Dorner (* 27. Mai 1882 in Wittenberg; † 6. Februar 1963 in Hannover) war ein deutscher Ingenieur. Er gehörte zu den ersten deutschen Motorflugzeug-Konstrukteuren.

## Leben
Dorner war Sohn des Theologen August Johannes Dorner (1846–1920). Er studierte in Berlin Schiffbau und wurde 1909 Diplom-Ingenieur. Im Sommer 1910 erwarb er die Flugzeugführererlaubnis Nr. 18 des Deutschen Luftfahrer-Verbandes.
1907 hatte er mit der Entwicklung eines Gleiters begonnen, an dessen Nase ein Motor angebracht werden konnte.
Im September 1909 nahm er als einziger Deutscher an der 1. Internationalen Flugwoche in Johannisthal teil. Er hatte sich mit seinem selbstkonstruierten Eindecker zum Wettbewerb gemeldet und stellte damit zum ersten Mal einen deutschen Motorflugapparat bei einer Großveranstaltung vor. Er konnte mit seinem Eindecker aber nur einige kurze Sprünge zeigen.
Am 11. Juli 1910 erkämpfte er sich mit seinem Eindecker T II den mit 3000 Mark dotierten dritten Lanz-Preis der Lüfte und im August gewann er einen weiteren Preis auf der Luftfahrtschau in Johannisthal.
Mit dem Geld aus den Preisen eröffnete er 1910 seine Dorner Flugzeug GmbH. Nach 1912 war er mit seinen finanziellen Möglichkeiten jedoch am Ende, er ging als Fluglehrer an die Luftfahrerschule Adlershof. 1913 ging er als Technischer Leiter an die kurz zuvor gegründete Deutsche Versuchsanstalt für Luftfahrt (DVL).
Mitte 1914 entwickelte er bei den Deutschen Flugzeug-Werken (DFW) mit Heinrich Oelerich die DFW B.I und B.II. Ende 1915 wurde er Chefkonstrukteur der Riesenflugzeugabteilung der DFW in Lindenthal bei Leipzig, ab 1916 Chefkonstrukteur für die Flugmotorenentwicklung der Hannoverschen Waggonfabrik (Hawa), Abteilung Flugzeugbau, in Hannover-Linden, wo er die Hannover CL-Typen entwarf.
Er war auch mit Hans Grade beruflich verbunden.
Nach dem Ersten Weltkrieg arbeitete er an einem luftgekühlten Dieselmotor und gründete 1923 die Dorner Ölmotoren A.G. (DÖMAG) zur Produktion von Kleinautos mit 10-PS-Dieselmotoren, die aber wegen der Inflation scheiterte. Den Dieselmotor prüfte Kurt Neumann 1927. Dorner arbeitete anschließend in der Motorenindustrie, unter anderem in Detroit, wo er bei der Firma Packard maßgeblich an der Entwicklung des Packard DR-980 beteiligt war. Mit diesem Flugdieselmotor gelang 1928 der erste Motorflug mit Dieselantrieb.
Hermann Dorner war Mitglied des Vereins Deutscher Ingenieure (VDI). 1954 wurde ihm das Bundesverdienstkreuz 1. Klasse verliehen.

## Veröffentlichungen
- Flugmotoren. 1912, mit Walther Isendahl